# یواس‌اس پنسیلوانیا (اس‌اس‌بی‌ان-۷۳۵)
یواس‌اس پنسیلوانیا (اس‌اس‌بی‌ان-۷۳۵) (به انگلیسی: USS Pennsylvania (SSBN-735)) یک زیردریایی است که طول آن ۵۶۰ فوت (۱۷۰ متر) می‌باشد. این زیردریایی در سال ۱۹۸۸ ساخته شد.